# Synagogue d'Eichstetten
 (juillet 2018).
La synagogue d'Eichstetten se trouvait autrefois dans la commune d'Eichstetten, dans le grand-duché de Bade puis en République de Bade, en Allemagne. Elle est incendiée et totalement détruite le 10 novembre 1938 dans le cadre de la persécution des Juifs sous le Troisième Reich.

## Histoire et description
À partir des années 1760, le service religieux de la communauté juive d'Eichstetten se tient dans une salle de prière constituée de deux chambres accolées dans une maison privée. En raison de l'augmentation du nombre de fidèles, la communauté juive décide de construire une synagogue. Le 3 mars 1828, un contrat de vente est signé pour une parcelle située au cœur du village, à quelques centaines de mètres de l'église protestante et à proximité immédiate du cimetière juif construit en 1809. La synagogue est conçue par l'architecte Christoph Arnold (de). De forme rectangulaire, cet édifice construit en dur voit sa façade ressortir des bâtiments résidentiels attenants. Son portail est composé de colonnes et de demi-colonnes doriques et est surmonté d'une fenêtre de Dioclétien. La nef est couverte par une voûte en berceau, tandis que les plafonds des matroneums sont plats. Les matroneums s'étendent sur trois des côtés de l'édifice.
Lors de la nuit de Cristal en novembre 1938, la synagogue est incendiée par des hommes de la SA et de la SS. Elle est totalement brûlée. Le lendemain, des habitants du village incendient les bains juifs et le corbillard. Les pompiers n'ont pas le droit d'intervenir contre l'incendie de la synagogue, sauf pour protéger les habitations alentour. La facture de l'intervention, d'un montant de 900 Reichsmark, doit être payée par les Juifs résidant à Eichstetten.

## Plans de l'édifice

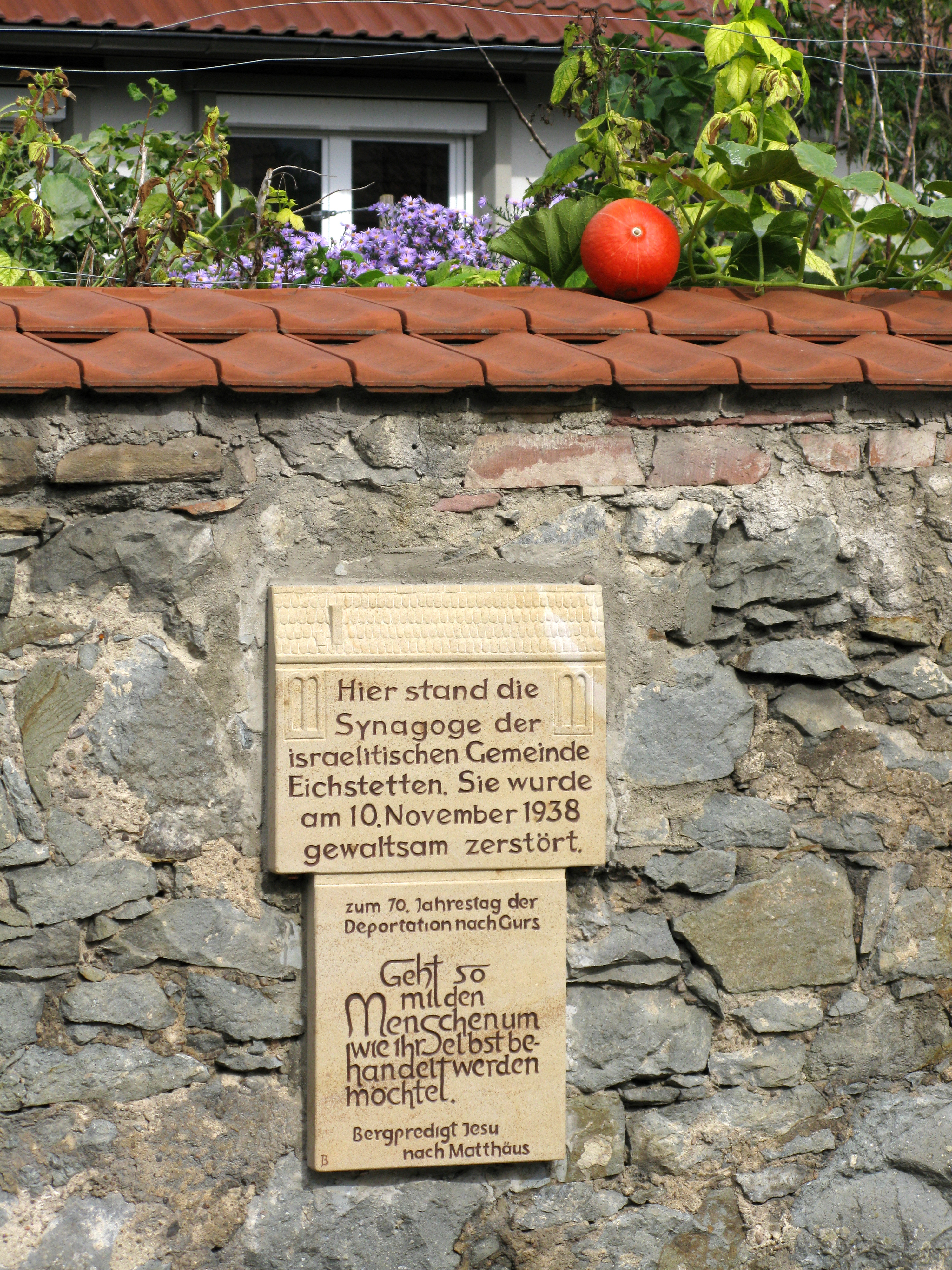

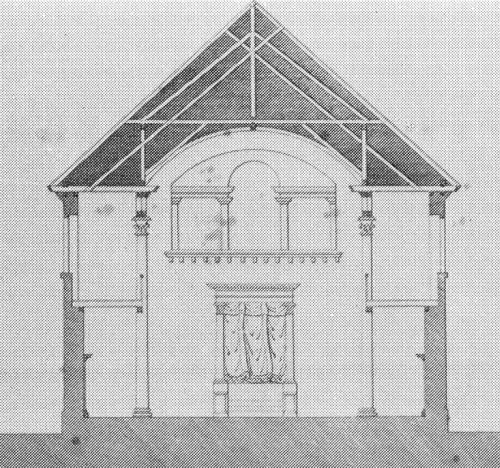
Section transversale
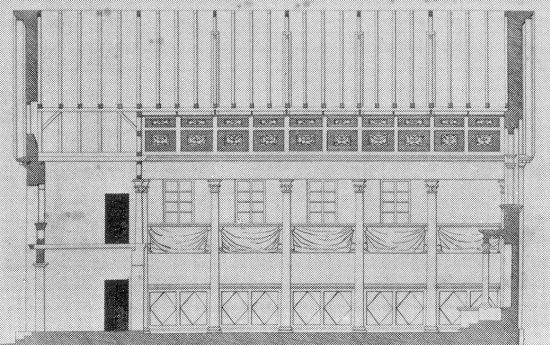
Section longitudinale
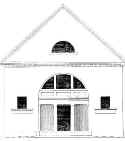
Façade ouest
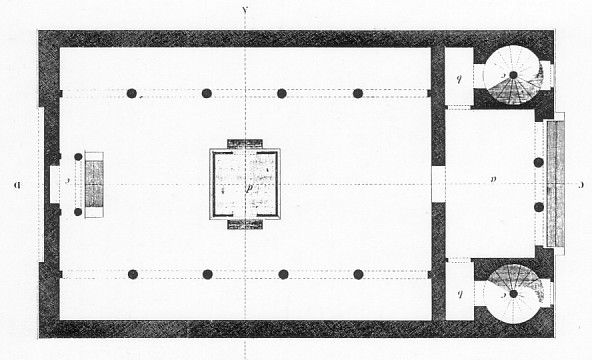
Plan au sol